# Scrophularia rechingeri
Scrophularia rechingeri är en flenörtsväxtart som beskrevs av Hans Rudolph Jürke Grau. Scrophularia rechingeri ingår i släktet flenörter, och familjen flenörtsväxter. Inga underarter finns listade i Catalogue of Life.